# Denis Lathoud
Denis Lathoud (Lyon, 13 de janeiro de 1966 – 21 de junho de 2025) foi um handebolista profissional e treinador francês, medalhista olimpico.
Denis Lathoud fez parte do elenco medalha de bronze, em Barcelona 1992. Com 7 partidas e 25 gols.

## Morte
Lathoud morreu no dia 22 de junho de 2025, aos 59 anos, por câncer no sangue.